# Tomaz de Oliveira Lobo
Thomaz de Oliveira Lobo (Recife, 1 de agosto de 1888 – Recife, 27 de janeiro de 1974) foi um político brasileiro. Foi eleito senador por Pernambuco em 1935, cargo que exerceu até 10 de novembro de 1937.
Filho de Júlio Pires Lobo e de Maria Angelica de Oliveira Lobo. Casou com Branca de Almeida Lobo.Teve dois filhos, Temistocles Lobo e Gilda de Almeida Lobo.
Seus primeiros estudos foram feitos no Instituto 19 de Abril e no Colégio Porto Carreiro de Recife. Em 1909, pela Faculdade de Direito de Recife, formou-se em ciências jurídicas e sociais.
Em 1910, tornou-se auxiliar do auditor de guerra com exercício em São Luís, e de 1911 a 1913 foi promotor público nas comarcas maranhenses de Alcântara e Caxias. Quando retornou a Pernambuco, atuou como juiz municipal nas comarcas de Quipapá e Limoeiro.
Ingressou no Partido Democrático Nacional (PDN) em 1927, partido patrocinador em Pernambuco da candidatura de Getúlio Vargas à presidência da República, em oposição a Júlio Prestes, promovida pela Aliança Liberal.
Foi nomeado, em 1931, procurador dos Feitos da Fazenda, e no ano seguinte tornou-se membro do Conselho Consultivo de Pernambuco. Elegeu-se em 1933 deputado por seu estado à Assembléia Nacional Constituinte na legenda do Partido Social Democrático (PSD), assumindo em novembro do mesmo ano. Escolhido primeiro-secretário da mesa, em março do ano seguinte pronunciou-se contra a conversão da Constituinte em Congresso ordinário, e em maio integrou a comissão parlamentar que congratulou Getúlio Vargas pela anistia decretada aos revoltosos de 1932.
Com a promulgação da nova Constituição, seu mandato foi prorrogado até maio de 1935. No mesmo ano, foi eleito pela Assembléia Constituinte de Pernambuco, senador na legenda do PSD. Tomou assento no Senado após o fim do seu mandato como deputado federal, e lá permaneceu até 10 de novembro de 1937, quando a instauração do Estado Novo de Vargas suprimiu os órgãos legislativos do país.

Voltou, então, a exercer a advocacia em Recife. Em 1951 e 1952, foi presidente da seção pernambucana da Ordem dos Advogados do Brasil (OAB). Foi também advogado da companhia marítima Lloyd Brasileiro, membro fundador da seção de Pernambuco do Instituto dos Advogados Brasileiros, tornando-se primeiro-secretário da primeira diretoria da instituição.